# Newhall (Iowa)
Pour les articles homonymes, voir Newhall.
Newhall est une ville du comté de Benton, en Iowa, aux États-Unis. La ville est fondée en 1881, lorsque la ligne de chemin de fer Chicago, Milwaukee, St. Paul and Pacific Railroad arrive dans cette région. 

## Source de la traduction
- (en) Cet article est partiellement ou en totalité issu de l’article de Wikipédia en anglais intitulé « Newhall, Iowa » (voir la liste des auteurs).